# Whirlwind Gun Spinning
Whirlwind Gun Spinning is een Amerikaanse film uit 1894. De film werd gemaakt door Thomas Edison en toont hoe Hadj Lessik luchtafweergeschut bestuurt.